# 정부호 행렬
정부호 행렬(定符號行列, 영어: definite matrix) 또는 정치 행렬(定置行列)은 에르미트 행렬의 일종으로, 특정한 성질을 가지는 행렬에 대해 양수/음수와 같이 부호를 정의하는 것으로 생각할 수 있다.

## 정의
에르미트 행렬의 고윳값은 항상 실수다.  에르미트 행렬 {\displaystyle M}은 그 고윳값의 부호에 따라서 다음과 같이 분류한다.
- 모든 고윳값이 음수가 아닌 경우 (즉, 0이 아닌 모든 벡터 {\displaystyle x}에 대해 {\displaystyle x^{*}Mx\geq 0}인 경우) {\displaystyle M}은 양의 준정부호 행렬(陽-準定符號行列, 영어: positive semi-definite matrix)이다.
- 모든 고윳값이 양수인 경우 (즉, 0이 아닌 모든 벡터 {\displaystyle x}에 대해 {\displaystyle x^{*}Mx>0}인 경우) {\displaystyle M}은 양의 정부호 행렬(陽-定符號行列, 영어: positive definite matrix)이다.
- 모든 고윳값이 양수가 아닌 경우 (즉, 0이 아닌 모든 벡터 {\displaystyle x}에 대해 {\displaystyle x^{*}Mx\leq 0}인 경우) {\displaystyle M}은 음의 준정부호 행렬(陰-準定符號行列, 영어: negative semi-definite matrix)이다.
- 모든 고윳값이 음수인 경우 (즉, 0이 아닌 모든 벡터 {\displaystyle x}에 대해 {\displaystyle x^{*}Mx<0}인 경우) {\displaystyle M}은 음의 정부호 행렬(陰-定符號行列, 영어: negative definite matrix)이다.
- 양의 준정부호 또는 음의 준정부호가 아닌 경우 (즉, 양수 및 음수 고윳값을 둘 다 가진 경우) {\displaystyle M}은 부정부호 행렬(不定符號行列, 영어: indefinite matrix)이다.

실수체에서 정의하는 경우, 에르미트 행렬 {\displaystyle M} 대신 대칭행렬 {\displaystyle M}, 켤레전치 {\displaystyle x^{*}}대신 전치 {\displaystyle x^{T}}를 사용한다.

### 비(非)에르미트 행렬의 경우
일부 문헌에서는 에르미트 행렬이 아닐 수 있는 행렬 {\displaystyle M}에 대해서도 정부호 행렬을 정의하며, 이 경우 {\displaystyle x^{*}Mx} 대신 그 실수부 {\displaystyle \operatorname {Re} (x^{*}Mx)}를 사용한다. 이 경우 {\displaystyle M}의 정부호성은 그 에르미트 성분 {\displaystyle (M+M^{*})/2}의 좁은 의미의 정부호성과 동치이다.

## 예제
행렬 {\displaystyle M_{0}={\begin{bmatrix}1&0\\0&1\end{bmatrix}}}은 양의 정부호 행렬이다. 모든 복소수 벡터 {\displaystyle x={\begin{bmatrix}x_{0}\\x_{1}\end{bmatrix}}}에 대해, {\displaystyle {\begin{bmatrix}{\bar {x_{0}}}&{\bar {x_{1}}}\end{bmatrix}}{\begin{bmatrix}1&0\\0&1\end{bmatrix}}{\begin{bmatrix}x_{0}\\x_{1}\end{bmatrix}}={\bar {x_{0}}}x_{0}+{\bar {x_{1}}}{x_{1}}}이 되고, {\displaystyle x_{0}}이나 {\displaystyle x_{1}}이 둘 다 0이 아니라면 이 값은 0보다 크다. 실수 범위에서만 생각할 경우 {\displaystyle {\bar {x_{0}}}x_{0}+{\bar {x_{1}}}{x_{1}}=x_{0}^{2}+x_{1}^{2}}가 되고, 역시 모든 실수에 대해 동일한 성질이 성립한다.
반면, {\displaystyle M_{1}={\begin{bmatrix}0&1\\1&0\end{bmatrix}}}은 부정부호 행렬이다. {\displaystyle x={\begin{bmatrix}1\\-1\end{bmatrix}}}에 대해서 {\displaystyle x^{*}Mx=-2}가 되기 때문이다.

## 성질
{\displaystyle n\times n} 복소수 양의 정부호 행렬 {\displaystyle M}에 대해, 다음의 성질이 항상 성립한다.
- 고윳값이 모두 양수이다.
- 임의의 두 벡터 {\displaystyle x,y}에 대해 {\displaystyle <x,y>=x^{*}My}로 내적을 정의하는 것이 가능하다. 반대로, 복소수 벡터 공간 {\displaystyle \mathbb {C} ^{n}}에서 정의할 수 있는 내적은 모두  양의 정부호 행렬에 대한 곱으로 표현이 가능하다.
- {\displaystyle M}은 그람 행렬이다. 즉, 어떠한 선형 독립인 벡터 {\displaystyle x_{1},\cdots ,x_{n}}가 존재하여, {\displaystyle M_{ij}=x_{i}^{*}x_{j}}가 성립한다.
- {\displaystyle M=LL^{*}}이 성립하는 하삼각행렬 {\displaystyle L}이 유일하게 존재한다. 이러한 분해를 촐레스키 분해라고 부른다.

- 대칭행렬의 성질로부터 정부호 행렬의 역행렬도 동일한 정부호 행렬이다.

## 같이 보기
- 멱등 행렬
- 부호 행렬